# Linciaggio di Ramallah
Il linciaggio di Ramallah, avvenuto nell'ottobre del 2000, si compì con l'uccisione di due riservisti dell'esercito israeliano e la mutilazione dei loro corpi ad opera della folla nella città palestinese omonima, presso la quale i due militari erano stati condotti in una locale stazione di polizia da agenti dell'Autorità Nazionale Palestinese.

## L'evento
Il 12 ottobre del 2000 due soldati israeliani della riserva che servivano come autisti, Vadim Nurzhitz e Yossi Avrahami, dopo aver attraversato per errore un posto di blocco ed essere entrati nel territorio di Ramallah, furono fermati e presi in custodia dalla polizia palestinese.
In seguito alla diffusione della notizia, una folla di un migliaio di palestinesi si raccolse attorno alla stazione di polizia: alcuni dei dimostranti riuscirono a entrare nell'edificio e ad assassinare i due militari; uno degli assassini – poi identificato come Aziz Salha, arrestato e condannato all'ergastolo, ma rilasciato nel 2011 sebbene mai pentito – si affacciò alla finestra mostrando orgogliosamente le mani macchiate di sangue, gesto che provocò l'esultanza della folla. I corpi delle vittime furono quindi gettati dalla finestra e trascinati in piazza, mentre la folla infieriva sui loro resti già gravemente mutilati. Furono avanzati sospetti su un coinvolgimento diretto della polizia palestinese, ma fonti dell'ANP smentirono tali voci, riferendo come alcuni poliziotti fossero rimasti feriti nel tentativo di proteggere i due militari. Salha è stato dichiarato morto dalle Forze armate Israeliane, ucciso nel corso di un raid, il 3 ottobre 2024.

## Reazioni
L'opinione pubblica israeliana fu sconvolta dalla brutalità dell'omicidio e dalle celebrazioni con cui la folla di Ramallah accompagnò il gesto; uno degli assassini rispose addirittura al cellulare appartenuto a uno dei soldati descrivendo con orgoglio le proprie azioni alla moglie della vittima.
L'esercito israeliano lanciò una serie di azioni di risposta, tra cui la distruzione della stazione di polizia in cui era avvenuto il linciaggio. Secondo fonti palestinesi, sei persone rimasero ferite negli attacchi; fonti militari israeliane affermarono che ogni attacco era stato preceduto da avvertimenti diramati affinché le persone si allontanassero dagli obiettivi.

## Scandalo del corrispondente Rai
Il 16 ottobre, il giornalista Rai Riccardo Cristiano pubblicò una lettera su Al-Hayat al-Jadida, organo ufficiale dell'Autorità Nazionale Palestinese, nella quale specificava che le riprese televisive dell'evento non erano state effettuate dalla televisione pubblica italiana, per la quale egli lavorava, bensì da operatori di un'emittente privata; dichiarò, inoltre, che egli non avrebbe mai effettuato un servizio che andasse contro gli interessi dell'ANP, con la quale si congratulava, proclamando apertamente il proprio appoggio e la propria intenzione di lavorare solo secondo le direttive palestinesi. La lettera compromise gravemente la credibilità della Rai, che negò ogni coinvolgimento nell'iniziativa del suo dipendente.
Le riprese televisive che furono diffuse in tutto il mondo – e che facilitarono l'identificazione e l'arresto di alcuni responsabili – erano state effettuate da una troupe di Mediaset presente sul posto; i giornalisti e gli operatori della troupe furono poi costretti a lasciare la zona per evitare rappresaglie da parte di palestinesi.